# Forotéon
Forotéon est une commune rurale située dans le département de Zambo de la province de l'Ioba dans la région Sud-Ouest au Burkina Faso.

## Géographie
Forotéon se trouve à 7 km à l'est de Zambo, à 1,5 km à l'est de Tovor, à 35 km au sud-est de Diébougou et à 7 km à l'ouest de la frontière ghanéenne.

## Santé et éducation
Le centre de soins le plus proche de Forotéon est le centre de santé et de promotion sociale (CSPS) de Tovor tandis que le centre médical avec antenne chirurgicale (CMA) le plus proche est celui de Diébougou dans la province voisine de Bougouriba.